# ابراهیم مطیعی
ابراهیم مطیعی (اویغوری: ئیبراهیم مۇتیئی، چینی: 伊卜拉伊木•穆提伊؛ مهٔ ۱۹۲۰– ۱۳ ژانویه ۲۰۱۰) زبانشناس مشهور اهل سین‌کیانگ چین است. او برای تحقیقات خود در زبان اویغوری و فرهنگ آنان شناخته شده‌است. او یکی از برترین پژوهشگران زبان ایغوری در نسل خود است.

## اوایل زندگی
مطیعی متولد مارس سال ۱۹۲۰ در روستای کوچک لوکچون در خارج از تورفان در جنوب سین‌کیانگ است. او در سال‌های اولیه زندگی خود یتیم شد. پدرش که خیاط بود زمانی که او تنها دو سال داشت درگذشت. مادر او زمانی که او هفت‌ساله بود درگذشت. در سال ۱۹۲۸ خانواده‌اش او را به اورومچی فرستادند تا در یک مدرسهٔ ابتدایی ثبت‌نام کند. او که با عمویش زندگی می‌کرد توسط جدیدیست‌های تاتار آموزش دید.

## حبس دوم
مطیعی هجده سال از زندگی بزرگسالی خود را به دلیل انقلاب فرهنگی چین در زندان گذراند. این به دلیل اتهام بی جایی بود که در آن زمان نتیجه تصادمات ایدئولوژیک و سیاسی بود. او به تحصیلات خود در زندان ادامه داد.

## بورس تحصیلی
پس از انقلاب فرهنگی او کار خود را از سر گرفت و به مؤسسهٔ آکادمی زبان و علوم اجتماعی سین‌کیانگ در منطقهٔ خودمختار سین‌کیانگ اویغور منتقل شد. او در مدت شش سال پروژه تحقیق و انتشار دیوان لغات الترک و ترجمه آن به زبان ایغوری مدرن را به انجام رسانید.
در سال ۱۹۸۴ او در کاشغر با کمک میرسلطان عثمانف زبان‌شناس معروف اویغور و نیز یکی از بهترین دانش‌آموزان خود در زمینهٔ شناسایی آرامگاه محمود کاشغری کار کرد و بر اساس حقایق متعدد در مقاله خود تحت نام «دربارهٔ وطن و حیات و مزار محمود کاشغری» منتشر کرد.
ابراهیم مطیعی در بازدید از دانشگاه هاروارد در ماه آوریل سال ۱۹۸۹ داستان ملاقات با بستگان یک معلم مورد علاقه خود در مدرسه ابتدایی را تعریف کرد. او همچنین در این کنفرانس در دانشگاه هاروارد مقاله‌ای در مورد مدارس اویغور در اوایل دورهٔ اسلامی در سین‌کیانگ ارائه کرد. مقاله در مجموعه مقالات کنفرانس چاپ شد.
او در ترجمه و ویرایش بسیاری از آثار کلاسیک ادبی همچون کتاب فال به اویغوری مدرن کوشید.